# Iron Sky: Támad a Hold
Az Iron Sky - Támad a Hold (Iron Sky) 2012-ben bemutatott ausztrál–német–finn  akciófilm Timo Vuorensola rendezésében.
A filmet Magyarországon 2013. október 10-én mutatták be feliratosan a JIL Kft. forgalmazásában, majd 2018. január 4-én szinkronosan az RTL Klub megbízásából a Film+-on.

## Háttér
A második világháború alatt a német mérnökök a rakéta-technológiában nagy eredményeket értek el, mely mind a mai napig csodálatra méltó és több teóriának is forrása. A totális háború ideje alatt a mérnökök számos prototípus-csodafegyvert terveztek, vagy építettek meg. Miután a Harmadik Birodalom megsemmisült, számos német mérnök költözött az USA-ba. 1947-ben, a háború után az új-mexikói Roswellben lezuhant egy azonosíthatatlan repülő tárgy, a később kiadott közlemény szerint ez egy meteorológiai léggömb volt. Az eset után azonban sokan úgy gondolták, hogy egy UFO zuhant le vagy pedig egy titkos német repülőgép.
1946 és 1947 között az USA haditengerészete egy antarktiszi expedíciót is szervezett, melynek neve Highjump hadművelet volt. Sokan azonban úgy gondolták, hogy ez nem kutatóexpedíció volt, hanem az Antarktiszon elrejtőzött náci tisztek (egyes változatokban még Adolf Hitler is, kinek a holttestét soha nem találták meg) és katonák megsemmisítése, ezáltal a háború végleges megnyerése.
Ezekből a megtörtént eseményekből alakult ki egy olyan szóbeszéd, miszerint a németek nem vesztették el teljesen a háborút, és az Antarktiszon rendeztek be egy titkos bázist. Merészebb változata szerint azonban nem itt a Földön, hanem a Holdon vannak a titkos bázisok (még merészebb elméletekben pedig a Marson is). A film a Harmadik Birodalom Holdra menekülésének elméletét dolgozza fel.

## Cselekmény
|  | Alább a cselekmény részletei következnek! |

2018-ban az amerikaiak ismét visszatérnek a Holdra a Liberty nevű űrhajóval. A küldetés két tagja azonban szörnyű felfedezést tesz: a Hold sötét oldalán egy hatalmas bányát találnak, melyet a nácik működtetnek. Az egyik űrhajóst megölik, majd a másikat, James Washington-t Klaus Adler és csapata elfogja, az űrhajót pedig egy aknavetővel felrobbantják. Az űrhajóst a horogkereszt alakú bázisukra szállítják. Washington megtudja, hogy a nácik egy kisebb csoportja a második világháború után a Holdra szökött és várják a visszatérés lehetőségét. Az űrhajós fekete bőre általános döbbenetet vált ki a holdlakók között. Sikerül megszöknie, és megismerkedik Renate Richter-rel. Renata Föld-tudós, Adler menyasszonya, történelmet és angolt tanít a bázison élő gyerekeknek. Ám ismét elfogják, majd kihallgatják. Megtalálják a mobiltelefonját is, melyet a Földről hozott. Döbbenten figyelik, hogy a földi technika mennyivel fejlettebb, ugyanis a mobiltelefon sokkal többet tud, mint az ő elektroncsöves számítógépük. Renata apja, Doktor Richter kifejleszt egy kábelt, amivel a telefont rácsatlakoztatják a félkész űrhajójukhoz, a Götterdämmerung-hoz. A kábelt röviden USB-kábelnek nevezi el. A telefon lesz a kulcs ahhoz, hogy az űrhajójukat befejezhessék és megtámadhassák a Földet. A mobil azonban lemerül, így egy repülő csészealjjal kénytelen egy kisebb csapat a Földre utazni, hogy új mobiltelefont szerezzenek. A küldetés során magukkal viszik Washingtont is, akiből időközben fehér embert csináltak, és mint később kiderül, Renata is az űrhajóra szökött vőlegénye után.
Eközben a Földön az Amerikai Egyesült Államok elnöknője, az újraválasztására készül. Legutóbbi kampányfogása, miszerint újra amerikait küld a Holdra, csúfosan elbukott. Ő azonban nem tudja még, hogy mi történt a Holdon. Vivian Wagner-t és a kampányát szervező munkatársakat csúnyán leszidja, mely A bukás – Hitler utolsó napjai című filmet parodizálja (lásd még: Hitler-videók internetes mém).
A Holdról jött kis csapat elfogja Vivian-t, a kampányelnököt, majd együtt az elnökhöz hajtanak. Bár őrültnek tartják őket és egy szavukat sem hiszik, mégis ők lesznek az új kampányvezetők, programjuk pedig a régi náci propaganda. Vivien beleszeret Adlerbe, ő azonban elutasítja a nő közeledését és csak az invázióra koncentrál.
A Földre került nácik a küldetésüket sem felejtették el, és megindul az invázió a Föld ellen, Adler pedig egy tábla-számítógéppel visszatér a Holdra, hogy befejezze a Götterdämmerung-et is. Az ENSZ azonnali beavatkozást sürget. Kiderül, az amerikaiak Föld körül keringő USS George W. Bush nevű mars-űrhajója fegyverekkel is rendelkezik (ezzel meg is szegve az ezt tiltó űr-egyezményt). Az űrhajó parancsnoka Vivian lesz, és azonnal támadásba lendül a nácik ellen, elsősorban személyes okokból. Azonban a túlerővel nem bír, így kénytelen elmenekülni. Az űrhajó legénysége azonnali segítséget kér, melyre az ENSZ összes országának a saját űrhajója megjelenik, szintén felfegyverkezve. Titokban az összes ország készült egy űr-harcra, így minden ENSZ-tag rendelkezett már saját titkos felfegyverezett űrhajóval. Egyedül csak a finnek űrhajója fegyvertelen (A mozifilmet a finnek készítették). A csatában még a Mir űrállomás is részt vesz. A teljes náci flotta elpusztul, így minden földi-űrhajó a Hold felé veszi az irányt, ahol elpusztítják a náci-holdbázist is. Eközben azonban sikerül beüzemelni a Götterdämmerung-et is, így újabb harc kezdődik a Hold felszíne felett. Renata és Washington eközben belülről próbálják meg leállítani a gépet. Washington kiveszi a tábla-számítógépet, ettől az űrhajó lezuhan és ártalmatlanná válik. Renata pedig megküzd Adlerrel: a magassarkú cipőjének a sarkával fejbevágja, mely teljesen átlyukasztja a fejét. Washington megtalálja az ellenszérumot, így ismét visszanyeri eredeti fekete bőrszínét.
Az ENSZ-ben az amerikaiak maguknak tulajdonítják a győzelmet, érvként elhangzik még az is, hogy második világháborút is ők nyerték meg. A Holdon azonban sértetlen maradt a nácik titkos hélium 3 készlete. Az amerikaiak azonnal maguknak követelik az egészet és kiadják a parancsot, hogy mindenáron mindenkitől meg kell azt védeni. Ezért az ENSZ központban a hivatalnokok és elnökök egymásnak esnek, miközben a világűrben a földi flotta semmisíti meg saját magát a hélium 3-ért vívott harcban.
A zárójelenetben pedig fokozatosan sötétségbe borul a Föld, amint egyre több bomba csapódik szinte mindenhova... Egyedül a Holdon tűnik úgy, az emberiség fennmaradhat, hála Renate-nak és James-nek.
|  | Itt a vége a cselekmény részletezésének! |

## Szereplők
- Julia Dietze mint Renate Richter magyar hangja Vadász Bea
- Götz Otto mint Klaus Adler
- Christopher Kirby mint James Washington, az afroamerikai űrhajós
- Tilo Prückner mint Doktor Richter
- Udo Kier mint Wolfgang Kortzfleisch magyar hangja: Barbinek Péter
- Peta Sergeant mint Vivian Wagner, kampányfőnök
- Aglaja Brix mint a nácik parancsnoka
- Stephanie Paul mint az Amerikai Egyesült Államok elnöke

## Fogadtatás
A film 2012. június 5-i állapot szerint 40%-os értékeléssel rendelkezik a Rotten Tomatoes kritikákat gyűjtő oldalon, 30 bírálat alapján. A filmet sok kritika érte azért, mert nem elég vicces és a történetvezetés túlságosan döcögő. A Time Out egyenesen B kategóriásként értékelte a történetet és 2-es értékelést adott rá az 5-ből. A The Guardian szintén hasonló értékelést adott a filmnek, amely értékelésük szerint nem olyan vicces vagy kegyetlen, mint azt korábban sugallták. Többségében dicsért érte azonban a film látványvilágát, főleg az alacsony költségvetés fényében. A film körül sok vita bontakozott ki, például amiatt, hogy az első bemutatóra a berlini filmfesztiválon került sor, ahol a stáb német tagjától kollégája számon kérte, miért vállalt el egy ilyen munkát.